# هارادزیا
هارادزیا (به لاتین: Haradzeya) یک منطقهٔ مسکونی در بلاروس است که در Niasviž District واقع شده‌است. هارادزیا ۴٬۱۰۰ نفر جمعیت دارد.